# Ароматизація
Ароматизація (рос. ароматизация; англ. aromatization; нім. Aromatisierung) — перетворення неароматичних сполук в ароматичні або гетероароматичні в результаті дегідрування, дегідратації під дією оксидаторів, дегідратуючих чинників.

## Приклад
Ароматизація нафти (рос. ароматизация нефти; англ. aromatization of oil; нім. Erdölaromatisation) — хімічна переробка нафти або нафтопродуктів для збагачення їх ароматичними вуглеводнями (найпростіші сполуки — бензол і його похідні; вперше одержані з природних запашних речовин). Внаслідок ароматизації нафти одержують бензини з високими антидетонаційними властивостями.
Ароматизация приміщень [Архівовано 17 серпня 2020 у Wayback Machine.] - поєднання хімічних елементв, які в результаті створюють аромати, що впливають на стан людини. Ароматизація може бути як комерційною, так і для особистого використання.